# Gondiswil
Gondiswil est une commune suisse du canton de Berne, située dans l'arrondissement administratif de Haute-Argovie.

## Géographie

Vue aérienne de Gondiswil, Ärbolligen et Rohrbach prise à 3000 m par Walter Mittelholzer (1923)

La commune de Gondiswil se trouve dans une région vallonnée, typique de la Haute-Argovie, offrant un paysage marqué par des prairies, des forêts et des zones agricoles. La région est connue pour son cadre naturel paisible et son atmosphère rurale.

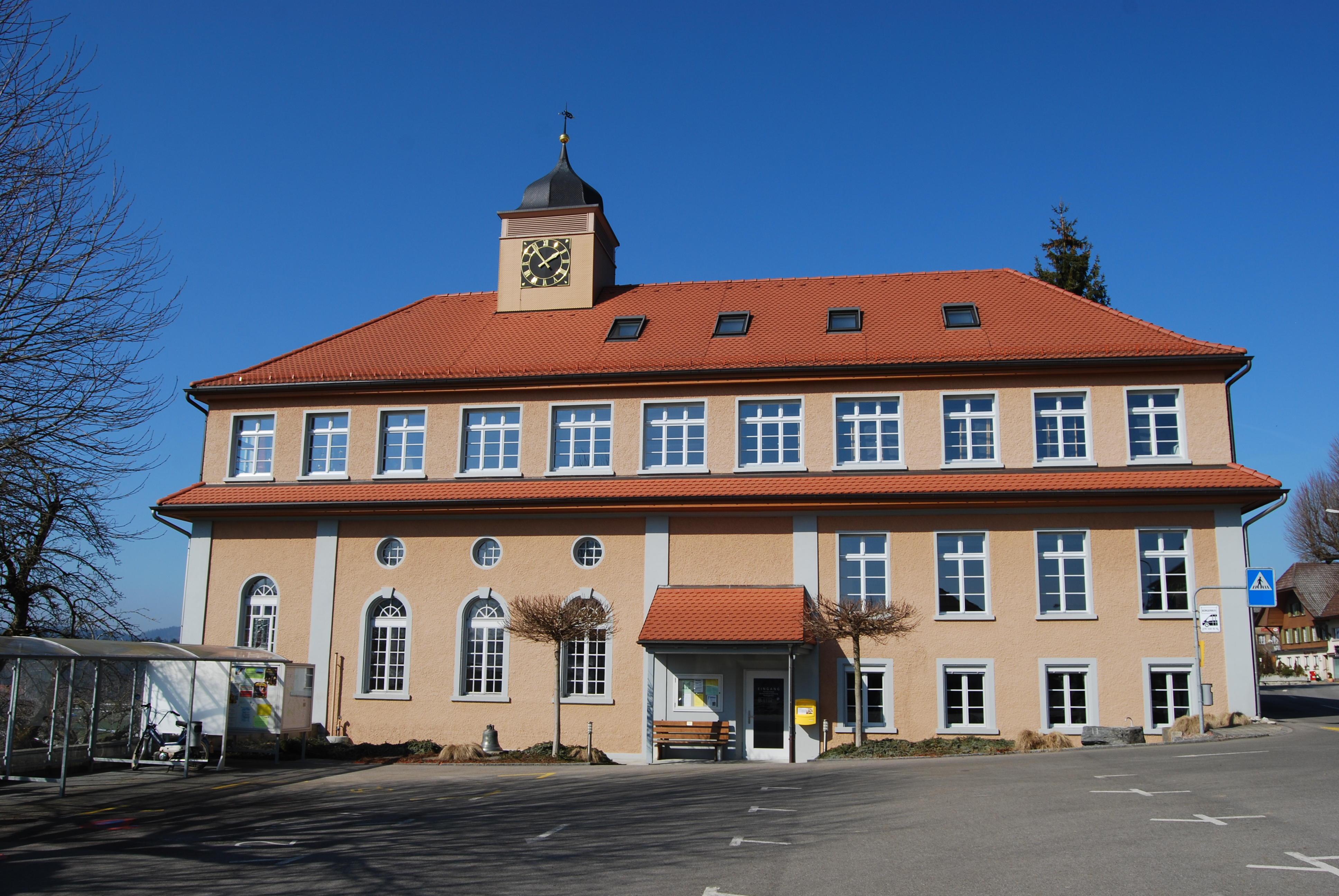
Gondiswil